# Orthotylus adenocarpi
Orthotylus adenocarpi ist eine Wanzenart aus der Familie der Weichwanzen (Miridae).

## Merkmale
Die Wanzen werden 3,8 bis 4,9 Millimeter lang. Die Arten der Gattung Orthotylus sind überwiegend grün gefärbt. Viele sind extrem ähnlich und deswegen anhand von äußeren Merkmalen nur sehr schwer zu bestimmen. Die Wirtspflanzen der entsprechenden Individuen sind daher ein wichtiges Indiz. Orthotylus adenocarpi ist eher blaugrün gefärbt. Das zweite Fühlerglied ist lang, länger als das dritte und vierte zusammen.

## Vorkommen und Lebensraum
Die Art ist vom Süden Skandinaviens über West- und Mitteleuropa bis in den westlichen Mittelmeerraum verbreitet. Sie ist in Deutschland überwiegend im Westen, besonders im Nordwesten, verbreitet. Aus Ostdeutschland gibt es nur wenige Nachweise. Sie ist nicht häufig.

## Lebensweise
Die Wanzen leben ausschließlich an Besenginster (Sarothamnus scoparius). Daneben saugen sie auch an Blattläusen und Blattflöhen. Sie sind die früheste Art der Gattung im Jahr an Besenginster. Die Nymphen treten ab Mitte Mai auf, adulte Wanzen ab Mitte Juni bis maximal Mitte August.

## Belege